# Premio César per il miglior cortometraggio documentario
Il premio César per il miglior cortometraggio documentario (César du meilleur court métrage documentaire) è un premio cinematografico francese assegnato annualmente dall'Académie des arts et techniques du cinéma dal 1977 al 1991.
A partire dal 1992 è stato assegnato il premio per il miglior cortometraggio.

## Albo d'oro
I vincitori sono indicati in grassetto, a seguire gli altri candidati.

### Anni 1970-1979
- 1977: Une histoie de ballon, lycée n°31 Pekin, regia di Marceline Loridan Ivens e Joris Ivens
  - L'atelier de Louis, regia di Didier Pourcel
  - L'eruption de la montagne pelée, regia di Manolo Otero
  - Hongrie vers quel socialisme?, regai di Claude Weisz
  - Les murs d'une révolution, regia di Jean-Paul Dekiss
  - Réponses de femmes, regia di Agnès Varda
- 1978: Le maréchal ferrant, regia di Georges Rouquier
  - Ben Chavis, regia di Jean-Daniel Simon
  - La loterie de la vie, regia di Guy Gilles
  - Naissance, regia di Frédéric Le Boyer
  - Samarang, regia di Rafi Toumayan
- 1979: L'arbre vieux, regia di Henri Moline
  - Chaotilop, regia di Jean-Louis Gros
  - Tibesti Too, regia di Raymond Depardon

### Anni 1980-1989
- 1980: Petit Pierre, regia di Emmanuel Clot
  - Georges Demenÿ, regia di Joël Farges
  - Panoplie, regia di Philippe Gaucherand
  - Le sculpteur parfait, regia di Rafi Toumayan
- 1981: Le miroir de la terre, regia di Paul de Roubaix e Daniel Absil
  - Abel Gance, une mémoire de l'avenir, regia di Thierry Filliard e Laurent Drancourt
  - Dorothea Tanning - Insomnia, regia di Peter Schamoni
- 1982: Reporters, regia di Raymond Depardon
  - Ci-Gisent, regia di Valérie Moncorgé
  - Solange Giraud, née Tache, regia di Simone Bitton
- 1983: Junkopia, regia di Chris Marker
  - L'ange de l'abîme, regia di Annie Tresgot
  - Los montes, regia di José María Martín Sarmiento
  - Sculptures sonores, regia di Jacques Barsac
- 1984: Ulysse, regia di Agnès Varda
  - Je sais que j'ai tort mais demandez à mes copains ils disent la même chose, regia di Pierre Lévy
  - La vie au bout des doigts, regia di Jean-Paul Jenssen
- 1985: La nuit du hibou, regia di François Dupeyron
  - Hommage à Dürer, regia di Gérard Samson
  - L'écuelle et l'assiette, regia di Raoul Rossi
- 1986: New York, N.Y., regia di Raymond Depardon
  - La Boucane, regia di Jean Gaumy
  - C'était la dernière année de ma vie, regia di Claude Weisz
- 1987: non assegnato
- 1988: L'été perdu, regia di Dominique Théron
  - Pour une poignée de Kurus, regia di Christian Raimbaud
- 1989: Chet's romance, regia di Bertrand Fèvre
  - Classified People, regia di Yolande Zauberman
  - Devant le mur, regia di Daisy Lamothe

### Anni 1990-1999
- 1990: Chanson pour un marin, regia di Bernard Aubouy
  - Le Faucon de Notre-Dame, regia di Claude Farny
- 1991: La valise, regia di François Amado
  - Tai ti chan, regia di Chi Yan Wong